# ルドルフ・ヒルファディング
ルドルフ・ヒルファディング（Rudolf Hilferding、1877年8月10日 - 1941年2月10日）は、オーストリア出身のドイツの政治家、マルクス経済学者。ドイツ社会民主党の理論的指導者。ウィーン大学医学部を出た医師であり、医業も生涯行っていた。

## 経歴

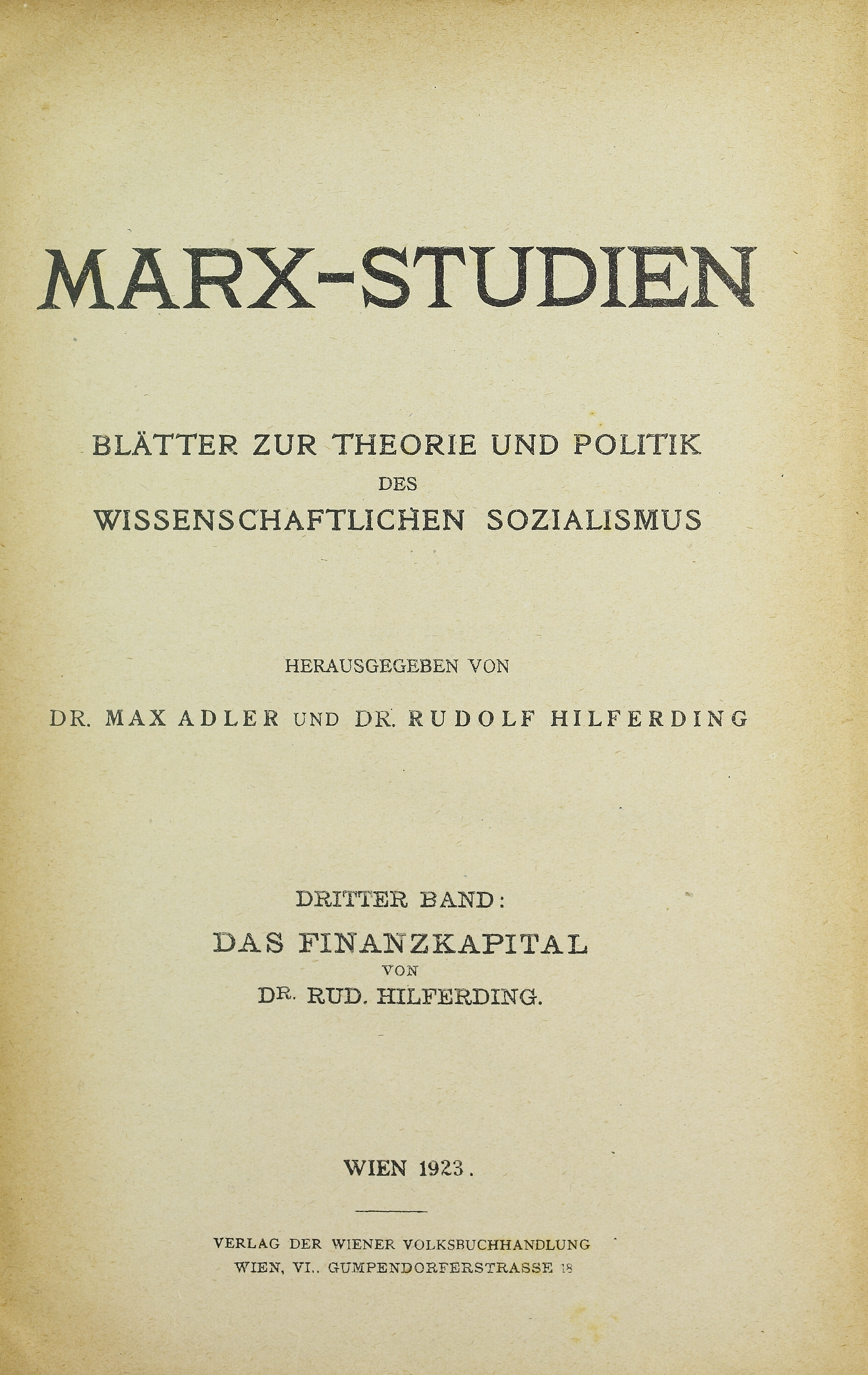
Finanzkapital, 1923

オーストリア・ハンガリー帝国はウィーンのレオポルトシュタット でユダヤ人豪商に生を享けた。ウィーン大学医学部に進学する傍ら、社会主義学生同盟のメンバーとなり社会科学（特に経済学と金融論）に関心をいだくようになった。
1902年にドイツ社会民主党の理論誌『ノイエ・ツァイト』に寄稿し、社民党の理論的指導者カウツキーから注目される。以来『ノイエ・ツァイト』誌に『保護関税の機能変化』(1903年)、『貨幣と商品』(1911年)など多数の論文を発表し、社民党の党学校講師や機関紙『フォアヴェルツ』編集者を務めた。
第一次世界大戦では軍医として従軍するも、その末期には独立社会民主党に加わり早期終戦を主張。ワイマール共和国が成立暫くして社民党に復帰し、経済政策面での指導的理論家として迎えられる。シュトレーゼマン内閣で財務大臣となりレンテンマルクの導入を決定 するも更迭され、その後は拡張的な金融政策や財政政策などを訴えた。1924年に国会議員に当選し、1928年に成立したミュラー内閣で再度財務大臣。しかし自らの国債の増発案、部下のヨハネス・ポーピッツの外債の発行案が租税の増税に拘るヒャルマル・シャハトの反発を受けて再度辞職。
アドルフ・ヒトラーがによる権力掌握以降はナチス党から逃れるためフランス・パリへと亡命するが、1940年6月　フランス軍がドイツ軍に敗れてドイツ占領下となるとマルセイユでヴィシー政府の警察によって逮捕。ドイツの国家秘密警察(ゲシュタポ)に身柄を移され収容されるも、翌1941年2月に収容先のフランスの刑務所で死体となって発見された。

## 主な業績
- 1904年には『ベーム・バヴェルクのマルクス批判』を発表し、ベーム・バヴェルクによるマルクス批判の反批判を行った。
- 1910年『金融資本論』を著し、帝国主義段階へと入った資本主義経済の発展にたいしてマルクス経済学の観点からの分析を与えた[4]。
- 第一次大戦後、ワイマール共和国が成立すると、ドイツ独立社民党をへて、ドイツ合同社民党を結成し、さらにドイツ社民党へ合流、党理論誌『ゲゼルシャフト』の主筆として活躍し、社会主義への過渡期としての意味を持つ「組織資本主義」を主張し、ドイツ経済の合理化運動を理論づけた[5]。

## 著書
- 『金融資本論』、林要訳、2分冊、弘文堂書房、1926年
  - 『金融資本論』、林要訳、上・下、大月書店、1952年
    - 『金融資本論』（改訂版）大月書店、上 1961年・下 1964年

  - 『新訳 金融資本論』、林要訳、全2巻、大月書店（国民文庫）、1984年
- 『マルクス経済学研究――マルクス経済学前史ベーム・バウェルク批判』、玉野井芳郎・石垣博美共訳、法政大学出版局、1955年
- 『金融資本論』、岡崎次郎訳、上・中・下、岩波書店（岩波文庫）、1955年
  - 『金融資本論』（改版）、岡崎次郎訳、上・下、岩波文庫、1982年。上：ISBN 400-3413911・下：ISBN 400-341392X
- 『現代資本主義論』、倉田稔・上条勇共訳、新評論、1983年
- 『ナチス経済の構造分析』、倉田稔訳、新評論、1992年